# كانداس سافاج
كانداس سافاج هي كاتبة علم كندية، ولدت في 1949.